# آدلمو پرنا
آدلمو پرنا (انگلیسی: Adelmo Prenna; ۲۷ مهٔ ۱۹۳۰ – ۱۵ دسامبر ۲۰۰۸) بازیکن فوتبال اهل ایتالیا بود.
از باشگاه‌هایی که در آن بازی کرده‌است می‌توان به باشگاه فوتبال آ.اس. رم، باشگاه فوتبال ناپولی، باشگاه فوتبال اسپال، و باشگاه فوتبال کاتانیا اشاره کرد.